# Tephritis theryi
Tephritis theryi
 es una especie de insecto díptero que Seguy describió científicamente por primera vez en el año 1930.
Esta especie pertenece al género Tephritis de la familia Tephritidae.